# Verdrag tot oprichting van de Europese Gemeenschap voor Kolen en Staal
Het Verdrag tot oprichting van de Europese Gemeenschap voor Kolen en Staal, ook wel Verdrag van Parijs, is een op 18 april 1951 te Parijs getekend verdrag waarmee met ingang van 23 juli 1952 de Europese Gemeenschap voor Kolen en Staal (EGKS) ontstond. Ondertekenaars waren Frankrijk, de Bondsrepubliek Duitsland, Italië, België, Nederland en het Groothertogdom Luxemburg. Later traden het Koninkrijk Denemarken, Ierland en het Verenigd Koninkrijk (1973), Griekenland (1981), Portugal en Spanje (1986), Finland, Oostenrijk en Zweden (1995) nog toe. Door de EGKS werden productie en prijzen op het gebied van kolen en staal niet meer afzonderlijk nationaal geregeld, maar overgedragen aan een supranationaal orgaan. De geldigheidsduur van het verdrag verstreek op 23 juli 2002, vijftig jaar na de inwerkingtreding.

## Voorgeschiedenis
Dit verdrag wordt algemeen beschouwd als een geesteskind van de Franse zakenman en diplomaat Jean Monnet. Na de Eerste Wereldoorlog deed hij ervaring op in de vredesdiplomatie als vice-secretaris-generaal van de Volkenbond. Uit het onvermogen van de Volkenbond om de Tweede Wereldoorlog te vermijden, groeide zijn overtuiging dat de vrede in Europa slechts bereikt kon worden door nauwe economische samenwerking tussen de militaire machten Frankrijk, Duitsland en het Verenigd Koninkrijk. Dezelfde negatieve ervaring bracht hem ertoe te streven naar een supranationale organisatie, dus een entiteit die macht uitoefent onafhankelijk van de nationale regeringen.
Het supranationale karakter van de samenwerking was voor de Britten de hoofdaanleiding om niet deel te nemen. Eerdere naoorlogse pogingen tot supranationale Europese verdragen waren door Britse politici telkens omgevormd tot intergouvernementele samenwerkingsverbanden: de Organisatie voor Europese Economische Samenwerking (later omgevormd tot OESO) en de Raad van Europa.
De drie recentste oorlogen tussen Frankrijk en Duitsland (de twee wereldoorlogen en daarvoor de Frans-Duitse Oorlog) hadden als economische inzet onder meer de steenkoolwinningsgebieden en bijbehorende staalindustrie van de Ruhr, Elzas-Lotharingen en het Saarland. Een economisch samenwerkingsverband dat precies deze economische belangen loskoppelde van het nationale staatsbelang, zou dus een belangrijk risico op internationale conflicten wegnemen.
Op 9 mei 1950 hield de Franse minister van Buitenlandse Zaken, Robert Schuman, een opmerkelijke rede waarin hij niet alleen Duitsland, maar alle Europese landen uitnodigde tot een dergelijke verregaande samenwerking (Schumanplan). Er wordt aangenomen dat Jean Monnet zo niet de auteur, dan toch de inspirator was van de belangrijkste passages. Deze uitnodiging was de directe aanleiding voor de start van de onderhandelingen die leidden tot het Verdrag van Parijs.

## Tijdlijn
|                          |                                        |                                                          |                                                          |                                                          |                                                          |                           |                           |                    |      |          |      |
| 1948                     | 1952                                   | 1958                                                     | 1967                                                     | 1987                                                     | 1993                                                     | 1993                      | 1999                      | 2002               | 2003 | 2009     | 2011 |
| Brussel                  | EGKS                                   | EEG / Euratom                                            | Fusieverdrag                                             | Europese Akte                                            | EU-Verdrag                                               | EU-Verdrag                | Amsterdam                 |                    | Nice | Lissabon |      |
|                          |                                        |                                                          | Europese Gemeenschap voor Kolen en Staal (EGKS)          |                                                          |                                                          |                           |                           |                    |      |          |      |
|                          |                                        | Europese Gemeenschap voor Atoomenergie (EURATOM)         |                                                          |                                                          |                                                          |                           |                           |                    |      |          |      |
|                          | Europese Economische Gemeenschap (EEG) | Europese Economische Gemeenschap (EEG)                   | → P Ĳ L E R S →                                          |                                                          | Europese Gemeenschap (EG)                                | Europese Gemeenschap (EG) | Europese Gemeenschap (EG) | Europese Unie (EU) |      |          |      |
|                          | ↑Europese Gemeenschappen↑              | ↑Europese Gemeenschappen↑                                | ↑Europese Gemeenschappen↑                                | Justitie & Binnenlandse Zaken (JBZ)                      | Europese Gemeenschap (EG)                                | Europese Gemeenschap (EG) | Europese Gemeenschap (EG) | Europese Unie (EU) |      |          |      |
|                          |                                        | Politiële & justitiële samenwerking in strafzaken (PJSS) | → P Ĳ L E R S →                                          |                                                          |                                                          |                           |                           | Europese Unie (EU) |      |          |      |
|                          | Europese politieke samenwerking (EPS)  | Gemeenschappelijk buitenlands & veiligheidsbeleid (GBVB) | Gemeenschappelijk buitenlands & veiligheidsbeleid (GBVB) | Gemeenschappelijk buitenlands & veiligheidsbeleid (GBVB) | Gemeenschappelijk buitenlands & veiligheidsbeleid (GBVB) |                           |                           | Europese Unie (EU) |      |          |      |
|                          | Europese politieke samenwerking (EPS)  |                                                          |                                                          |                                                          |                                                          |                           |                           | Europese Unie (EU) |      |          |      |
| West-Europese Unie (WEU) |                                        |                                                          |                                                          |                                                          |                                                          |                           |                           | Europese Unie (EU) |      |          |      |
|                          |                                        |                                                          |                                                          |                                                          |                                                          |                           |                           |                    |      |          |      |